# Dickson City
Dickson City es un borough ubicado en el condado de Lackawanna en el estado estadounidense de Pensilvania. En el año 2000 tenía una población de 6,205 habitantes y una densidad poblacional de 509 personas por km².

## Geografía
Dickson City se encuentra ubicado en las coordenadas 41°27′58″N 75°37′31″O / 41.46611, -75.62528.

## Demografía
Según la Oficina del Censo en 2000 los ingresos medios por hogar en la localidad eran de $31,422 y los ingresos medios por familia eran $41,394. Los hombres tenían unos ingresos medios de $32,174 frente a los $23,766 para las mujeres. La renta per cápita para la localidad era de $17,370. Alrededor del 6.9% de la población estaba por debajo del umbral de pobreza.